# 藪田村 (富山県)
藪田村（やぶたむら）は、かつて富山県氷見郡にあった村。

## 地理
東側は富山湾に面し、西方の丘陵山地が海に迫り、断崖雪壁が多く、平地が少なく、水田が乏しい。このため農業の他に定置網漁業が盛んとなっている。

## 沿革
- 1889年（明治22年）4月1日 - 町村制の施行により、射水郡藪田村、小杉村及び泊村の区域をもって、射水郡藪田村が発足する。
- 1896年（明治29年）3月29日 - 郡制の施行のため、射水郡の区域から分立して、氷見郡が発足により、氷見郡に所属となる。
- 1954年（昭和29年）4月1日 - 氷見市に編入する。

## 歴代村長
出典→
1. 浅野泰仲（1889年6月4日 - 1889年7月7日）
2. 山崎善之亟（1889年7月17日 - 1891年10月30日）
3. 山崎善造（1892年7月6日 - 1907年1月5日）
4. 山崎善之亟（1907年5月1日 - 1912年10月15日）
5. 山崎善造（1912年12月21日 - 1915年8月20日）
6. 井山林造（1915年9月15日 - 1927年9月16日）
7. 大石芳一（1927年9月17日 - 1933年4月3日）
8. 井山林造（1933年4月13日 - 1937年4月12日）
9. 松波松雄（1937年4月13日 - 1940年6月14日）
10. 浜野一雄（1940年9月8日 - 1946年11月27日）
11. 山崎巽（1947年4月7日 - 1954年3月31日）

## 出身・ゆかりのある人物
- 浅野総一郎 - 浅野財閥の創業者